# Kanton Ploemeur
Ploemeur is een kanton van het Franse departement Morbihan. Het kanton maakt deel uit van het arrondissement Lorient.

## Gemeenten
Het kanton Ploemeur omvatte tot 2014 de volgende 2 gemeenten:
- Larmor-Plage
- Ploemeur (hoofdplaats)

Bij de herindeling van de kantons door het decreet van 21 februari 2014, met uitwerking op 22 maart 2015, werd daar de gemeente
- Quéven

aan toegevoegd.